# Marko Anton Kappus
Marko Anton Kappus (Kamna Gorica, Eslovenia, 18 de abril de 1657 - Arivechi, Sonora, México,30 de noviembre de 1717) fue un explorador y misionero esloveno de la orden de los jesuitas. Defensor de la idea de California como península y no como isla.

## Biografía

### Formación académica y profesional
Marcus Antonius Kappus asistió a la escuela secundaria probablemente en Liubliana o en Klagenfurt. El 27 de octubre de 1676 fue aceptado como miembro de la Sociedad de Jesús en Viena. Allí realizó el noviciado durante un año. Como jesuita trabajó como profesor de latín en varias escuelas de esta orden.
En 1679-1680 impartió clases en el primer año de escuela (principia) en Liubliana, en 1680-1682 en el segundo, tercer y cuarto año en Leoben (Estiria), en 1682-1683 en el quinto año (rhetorice) en Zagreb, Croacia.
De 1683 a 1684 estudió teología en Graz y en 1685 en Milán. 

### Relación con la corona española y misión en América
En 1686 marchó a España con un contrato de la principal Orden Jesuita en Roma. En Cádiz obtuvo relativamente rápido el permiso otorgado por el Consejo de Indias de Madrid que le permitía viajar a América. 
Salió de Cádiz el 30 de junio de 1687 en el barco “Campechán de San Román”, registrado al abordar como "alto, delgado, de pelo rubio, ojos azules"; este barco era parte de una flotilla de 23 naves. Esta flotilla pasó por las Islas Canarias el 10 de junio y alcanzó el puerto de Aguadilla en la isla de Puerto Rico el 8 de agosto de ese mismo año. Cruzaron por Haití y navegaron entre Jamaica y Cuba. 
El 15 de septiembre llegaron a Veracruz. Después de un descanso de tres días continuaron su camino hacia Ciudad de México a través de Puebla. Probablemente durante este viaje Kappus se contagió de malaria, hecho que redujo durante unos años el número de exploraciones terrestres. 
Una vez en Ciudad de México, Kappus fue informado de que su misión se realizaría en Sonora, en el noroeste de México. 
En 1688 dejó Ciudad de México rumbo al norte, junto a otros dos misioneros checos: Maximilian Amarell y Adam Gilg. Avanzaron por el Camino Real, transitando por Guadalajara, Tepic, Compostela, Tepic, Mazatlán y Culiacán. En febrero alcanzaron la costa del Pacífico. Fueron por la costa desde el Fuerte a Álamos, al pie de Sierra Madre. Llegaron a Oposura con el Padre visitador Manuel Gonzales, líder de las misiones Jesuitas en Sonora les dijo qué lugares eran los escogidos para realizar su misión.  
Kappus fue enviado a Cucurpe, donde nace el Río San Miguel, para trabajar con los indios ópata, la principal tribu en Sonora en aquellos tiempos, donde estuvo de 1689 a 1697. En 1694 se reorganizaron los jesuitas, creando el rectorado desde Nuestra Señora de los Dolores, a donde fue asignado como rector. En 1695 conoció como padre visitador del martirio del padre Francisco Javier Saeta,  durante la revuelta pima y vio en estos hechos el reflejo de una empresa de conversión más preocupada por la expansión del territorio que por la profundidad de las convicciones de los indígenas. 
En 1697, se mudó a Mátape, donde habitaban los ópatas. El 20 de junio de 1699 Kappus escribió desde Mátape una carta a su hermano en Eslovenia en la que describía sus condiciones de vida allí. 
Kappus, acompañó a Eusebio Kino y Mateo Mange en sus andanzas exploratorias. Kappus mantuvo su relación con Kino, quien posteriormente comparió con él escritos y mapas por lo que el 8 de junio de 1701 Kappus envió a Viena las primeras noticias y mapas del descubrimiento de que California no era una isla, sino una península y parte de un continente. Sus cartas siguen siendo una fuente de información histórica y geográfica en Europa y sobre la vida en Sonora a finales del siglo XVII. En 1704 Kappus fue enviado temporalmente a Arivechi, otro pequeño asentamiento de indios ópata, al este de Mátape. Fue en esta ciudad donde permaneció hasta su muerte. Ahí escribió diversas cartas que algunas de ellas pueden encontrarse en la biblioteca Palafoxiana en Puebla México. 

### Últimos años de su vida
En los últimos años de su vida Kappus obtuvo nuevas responsabilidades. De 1707 a 1708 fue Rector del Rectorado de San Francisco Borja en el sur de Sonora. De 1715 hasta la fecha de su muerte estuvo a cargo de la posición más alta de la Orden de los Jesuitas en Sonora. Kappus murió el 30 de noviembre de 1717 a la edad de 64 años, y las causas de su muerte son desconocidas. 
Debido a la Guerra de Sucesión Española (1701-1714) Kappus perdió el contacto con Eslovenia, por lo que en Europa creció la convicción de que Kappus murió en Sonora alrededor del año 1692 asesinado por los indios.
En 1998 fue publicada una carta que Kappus envió a Kino en 1690.